# Proyecto Aurora
Aurora (también llamado SR-91 Aurora) es el nombre popular que se le ha dado a un hipotético avión de reconocimiento estadounidense, que algunos creen que sería capaz de volar a velocidades hipersónicas superiores a Mach 5. De acuerdo con la hipótesis, el Aurora fue desarrollado en la década de 1980 o 1990 como un reemplazo del SR-71 Blackbird. También se cree que fue otra maniobra de distracción junto al F-19 para mantener en secreto al Lockheed F-117 Nighthawk
Un informe del Ministerio de Defensa Británico dado a conocer en mayo del 2006 hace mención a unos antiguos planes de la Fuerza Aérea de Estados Unidos de crear un vehículo altamente supersónico a hipersónica capaz de alcanzar velocidades de Mach 4-6, pero no ha surgido evidencia suficiente como para confirmar la existencia de dicho proyecto. Algunos piensan que el proyecto Aurora fue cancelado debido al cambio de los aviones espías por vehículos aéreos no tripulados y satélites espías, los cuales pueden hacer el mismo trabajo que un avión espía, pero con menor riesgo de accidentes.

## Historia
En febrero de 1985, la Los Angeles Times fue la primera en anunciar la noticia de que el término "Aurora" había sido dado a conocer inadvertidamente en el presupuesto de Estados Unidos en 1985, como una asignación de US$80 millones para la "producción de aviones negros" en el año fiscal 1986 y US$2.3 millones en FY 1987. Nótese que esa partida era para construir aeronaves, no para investigación y desarrollo. Como ese epifrafe hacia mención a los sucesores del SR-71 y U-2 se asumió que debía tratarse de un avión de reconocimiento. De acuerdo con Aviation Week, Aurora se refería a un grupo de proyectos de aviones exóticos y no para un avión en particular. Sin embargo, de acuerdo con Ben Rich, antiguo director de Lockheed Skunk Works (ahora conocida como Compañía de Desarrollo Avanzado Lockheed), Aurora era el nombre en clave para la obtención de fondos solicitados del B-2 Spirit y que tal avión supersónico jamás ha existido.

### Lockheed Skunk Works
Lockheed Skunk Works ha sido sugerido como el contratista primordial para el Proyecto Aurora. Durante la década de 1980, analistas financieros llegaron a la conclusión de que Lockheed había sido contratado para llevar a cabo varios proyectos clasificados, dado que los proyectos conocidos no pudieron dar cuenta de los ingresos netos declarados.
Analistas financieros de Kemper Securities han examinado las declaraciones de resultados de la Compañía de Desarrollo Avanzado Lockheed para los Programas Negros: 
- Devoluciones en el 1987 fueron de US$65 millones.
- Devoluciones en el 1993 fueron de US$475 millones.

Los únicos Proyectos Negros de Lockheed declarados son los programas de desarrollo del U-2R y F-117 Nighthawk, y nada nuevo ha sido anunciado entre 1987 y 1993. También se ha descubierto que el presupuesto estatal para el Proyecto Aurora fue de no menos de US$2.270 millones. De acuerdo con Kemper, esto podría indicar un primer vuelo cerca del año 1989. La difusión de pagos del Gobierno de los Estados Unidos a Lockheed, indican que la aeronave estuvo probablemente a un 20% de estar terminada en 1992 o ha sido "extensivamente prototipeada". Alrededor de US$4.5 billones han sido actualmente invertidos.

### Avistamiento de Chris Gibson
Durante fines de agosto de 1989, mientras trabajaba como ingeniero en la barcaza jack-up "GSF Galveston Key" en el Mar del Norte, Chris Gibson y su amigo vieron un avión delta poco familiar con forma de triángulo isósceles, aparentemente reabasteciéndose de combustible desde un KC-135 Stratotanker y acompañado de un par de aviones de caza. Gibson y su amigo observaron este espectáculo por varios minutos, hasta que lo perdieron de vista. Habiendo descartado el F-117, Dassault Mirage IV y el F-111 como la identidad de este avión poco familiar, Gibson dibujó un esbozo de la formación de aviones. Gibson fue un miembro del Cuerpo Real de Observadores (Royal Observer Corps (ROC)), y aún más importante, había estado en el equipo de reconocimiento de aeronaves de ROC desde 1980, pero fue incapaz de reconocer este avión.
Cuando el avistamiento se hizo público en 1992, el Secretario de Defensa Británico Tom King comunicó, "No existe conocimiento en el Ministerio de Defensa sobre un programa 'Negro' de esa naturaleza, aunque no sería una sorpresa para los oficiales relevantes en el Personal Aéreo y el Personal de Inteligencia de la Defensa si este existiera.".
Durante la guerra en la antigua Yugoslavia 1992 muchos pilotos militares observaron en vuelo a este triángulo negro volante.
Los datos y características de vuelo son secretos, pero su diseño apunta a características de capacidad hipersonica, dependiendo de la altitud de vuelo. Por encima de la barrera del sonido esta la barrera térmica.

### Explosiones sónicas
Una serie de inusuales explosiones sónicas fueron detectadas en el Sur de California, comenzando a mediados de 1991. En al menos 5 ocasiones, esos estallidos sónicos fueron grabados por al menos 25 de los 220 sismómetros del US Geological Survey a través del Sur de California usados para localizar con precisión los epicentros de los terremotos. Los incidentes fueron grabados en junio, octubre y noviembre de 1990, y a finales de enero de 1991. Sismólogos estiman que el avión estuvo volando a velocidades entre Mach 3 y 4 (3700-4830 km/h) y a altitudes de 8-10 km (26.200-32.800 pies). El avión volaba en dirección norte-noreste, consistente con la ruta hacia los campos de pruebas secretos en Nevada. Los sismólogos afirman que las explosiones sónicas fueron características de un vehículo más pequeño que el transbordador espacial que mide 37 metros de largo. Además, ni el transbordador ni el único SR-71B de la NASA estuvieron operativos los días en que las explosiones sónicas fueron registradas. Aún no se sabe con certeza si esos eventos tienen relación alguna con el proyecto Aurora o para algún otro programa secreto conocido.
En el artículo "In Plane Sight?" que apareció en diario Washington City Paper el 3 de julio de 1992 (páginas 12-13), uno de los sismólogos, Jim Mori, señaló: "Nosotros no podemos contar nada acerca del vehículo. Las explosiones sónicas son más fuertes que las que grabamos de vez en cuando. Todas ellas han aparecido en días jueves por la mañana a la misma hora, entre las 6 y 7 am."
El antiguo experto en explosiones sónicas de la NASA, Dom Maglieri, estudió los datos de la explosión sónica de 15 años de antigüedad del Instituto Tecnológico de California y ha llegado a la conclusión de que los datos mostraban "algo a 90.000 pies de altura, entre Mach 4 a Mach 5". También afirmó que las explosiones no se parecían a las explosiones de un avión viajando a través de la atmósfera muchas millas lejos en LAX, sino que más bien parecían las explosiones de un avión de alta-altitud moviéndose directamente sobre el suelo a altas velocidades. La firma de las explosiones sónicas de los dos modelos de aviones es ampliamente distinta.

### La conexión con Escocia
En el año 1991, comenzaron a aparecer reportes en varios periódicos escoceses (Incluyendo "The Scotsman") que el Aurora estuvo aterrizando y despegando de la Base aérea Machrihanish en la Península de Kintyre. Machrihanish fue una base de la Real Fuerza Aérea Británica con una extensa rampa que sirvió para el despegue de Bombarderos V durante la Guerra Fría antes de que fuera cedida a la Armada de los Estados Unidos, que la usó como base extranjera para sus SEAL hasta 1995. Se presume que los controladores de tráfico aéreo detectaron un avión en sus radares despegando de ahí y acelerando a velocidades Mach elevadas. Ninguno de las supuestas detecciones de los controladores han sido archivadas. Otros han afirmado que los Marines Reales accidentalmente descubrieron el Aurora en un hangar en Machrihanish, pero tampoco ninguno de los supuestos avistamientos ha sido archivado.

## En ficción
El estado del Aurora es el de un avión misterioso y fantástico que se ha ganado su lugar en la aviación popular ficticia. Aquí están algunas apariciones que ha hecho el avión en libros, programas de televisión, películas y videojuegos o simuladores de vuelo

### Televisión
- El avión es mencionado en el episodio 6x05 de Expediente X, en el que causa un accidente, alterando el espacio-tiempo y provocando que el agente Mulder intercambie el cuerpo con un agente que trabaja en el Área 51.
- El avión también fue mencionado en la serie J.A.G (alerta roja) en la temporada 9, cuando el Comandante Rab lo pilota en una misión de la CIA, y sobre vuela Corea para revisar túneles en una zona no militarizada, se observó que la nave alcanzó una velocidad de Mach 6.5

### Libros
- El avión es mencionado en el libro "Thunder of Erebus" de Payne Harrison, donde juega un papel importante en la búsqueda del super poortaviones soviético Tbilisi, además de algunas especificaciones propias del autor bastante metido en temas militares.
- El avión es mencionado y usado en el libro La conspiración de Dan Brown donde él declara al principio que "todas las tecnologías mencionadas en este libro existen". Este usaría un motor de detonación de pulso.
- El avión es mencionado y juega un papel crítico en varios de los libros Atlantis de Greg Donegan (Bob Mayer), incluyendo Atlantis y Atlantis: Gate
- El avión es mencionado y brevemente descrito en la novela de 1994 de Frederick Forsyth, The Fist of God (El Puño de Dios), basado vagamente en los eventos que dieron lugar antes y durante la Guerra del Golfo en 1991, como uno de los varios elementos de reconocimiento usados por las fuerzas de la coalición de la voluntad para derrotar a Saddam Hussein después de la invasión de Kuwait.
- El avión es mencionado y usado en el libro Nano de John Robert Marlow y está equipado con un motor de detonación de pulso y una piel cromomórfica.
- La novela de ciencia ficción Area 51 de Robert Doherty (Bob Mayer) presentaba al avión espía Aurora, el cual era usado en conjunto en el vuelo de prueba de una nave espacial extraterrestre que se había estrellado.
- El avión es mencionado y usado en el libro Chains of Command de Dale Brown. El avión según se dice, fue asignado al Ala de Reconocimiento Estratégico en la Base de la Fuerza Aérea Beale en California. Un avión estuvo volando sobre Ucrania, grabando una serie de explosiones nucleares producto de ataques rusos.
- El avión es descrito en detalle en la novela Coyote (novela) de Jim DeFilice como un "Avión Inteligente" del futuro, con un Sistema de Inteligencia Artificial Computarizada llamada "Coyote". Es designado como el SR-91 y no es mencionado como Aurora.
- El avión es mencionado y juega un rol crítico en Icefire de Judith y Garfield Reeves-Stevens, donde es utilizado para ubicar a los personajes delante de un tsunami expandiéndose en el océano Pacífico.
- El avión es descrito y juega un rol importante en la trama de "Silent Salvo" de Joe L. Gribble.
- El avión es mencionado y enlazado a Lockheed-Martin Skunk Works en el libro de investigación de Nick Cook "The Hunt for Zero Point".
- El avión es brevemente mencionado en la novela Área 7 de Matthew Reilly donde es sugerido por un personaje que el área 8 podría contener el avión y el proyecto asociado.
- también es mostrado en la película del mismo nombre de 1994 , donde se lo muestra como caza bombardero usado por la CIA para misiones de contraterrorismo.
- El Aurora es mencionado en la saga "Day by Day Armageddon" o "Diario de una invasión zombi" (en español) de J.L.Bourne (escritor y marine norteamericano), específicamente en "Exilio" y "Rescate". Se lo presenta como un avión desarrollado dentro de los Programas Negros basado en tecnologías obtenidas a partir de Roswell (1947) y es utilizado para recoger información estratégica: 1-sobre el avance de los infectados en Estados Unidos, y 2-sobrevolando China tanto para recoger datos sobre la localización del Paciente Cero (o CHANG) y para preparar y brindar soporte táctico durante el asalto de la Fuerza Expedicionaria Clepsidra a la base enemiga.

### Videojuegos
- En el juego Ace Combat 3 es llamado UI-4054 Aurora y pertenece a la facción enemiga "Ouroboros" y tiene capacidades de ataque sorprendentes, a diferencia del rumor original que lo posiciona como un avión de reconocimiento.

- También se encuentra en el juego de estrategia en tiempo real (RTS) Command & Conquer Generals como el avión más caro del juego y el más poderoso, que alcanzando velocidades supersónicas, lo hace inmune a cualquier ataque.

- Aparece también en el juego Advanced Tactical Fighters de Janes (1996) en la primera misión de la primera campaña y al que hay que auxiliar debido a un fallo en el motor.

- En el F22: Total Air War, aparece también.

## Especificaciones estimadas
Todas las especificaciones son de http://aerospaceweb.org/aircraft/recon/aurora/ y son solo estimaciones.

### Características generales
- Tripulación: 2 (1 piloto y 1 oficial de reconocimiento de sistemas)
- Longitud: 35 m
- Envergadura: 20 m
- Altura: 6 m
- Superficie alar: 300 m²
- Peso en vacío: 29.480 kg
- Peso máximo al despegue: 71.215 kg
- Planta motriz: (baja velocidad) cuatro turbofáns de postcombustión, (empuje desconocido) cada uno, (alta velocidad) cuatro estatorreactores, scramjets o motores de detonación por pulsos (empuje desconocido) cada uno.

### Rendimiento
- Velocidad máxima: (Mach 5-8) en altitud
- Alcance práctico: 15.000 km
- Techo de vuelo: 41.000 m
- Relación empuje a peso: desconocida

### Otros equipamientos
- Cámaras
- Sensores infrarrojos
- Otros sensores de reconocimiento

### En inglés
- Aurora - Aeronave espía hipersónica secreta
- La página de la aeronave Aurora

- Datos: Q777089
- Multimedia: Aurora (aircraft) / Q777089